# Ивано-Франкивска област
Ивано-Франкивска област (на украински: Івано-Франківська область) е една от 24-те области на Украйна. Площ 13 927 km² (22-ро място по големина в Украйна, 2,31% от нейната площ). Население на 1 януари 2017 г. 1 406 129 души (12-о място по население в Украйна, 3,03% от нейното население). Административен център град Ивано-Франкивск. Разстояние от Киев до Ивано-Франкивск 716 km.

## Историческа справка
Най-старият град в областта е Коломия, който за първи път е споменат в летописите през 1240 г. През 1662 г. официално за град е признато селището Станислав, който на 9 ноември 1962 г. е преименуван на Ивано-Франкивск в чест на украинския писател Иван Франко. През септември 1939 г. източната част на Полша е анексирана от СССР и територията на областта влиза в състава на Украинската ССР. На 4 декември 1939 г. е образувана Станиславска област в състава на Украинската ССР, която на 9 ноември 1962 г. е преименувана на Ивано-Франкивска област във връзка с преименуването и на град Станислав в Ивано-Франкивск.

## Географска характеристика
Ивано-Франкивска област се намира в западна част на Украйна. На юг граничи с Румъния, на югозапад – със Закарпатска област, на северозапад – с Лвовска област, на североизток – с Тернополска област и на изток – с Чернивецка област. В тези си граници заема площ от 13 927 km² (2--ро място по големина в Украйна, 2,31% от нейната площ).
Областта е разположена на границата между Източноевропейската равнина и Карпатите. По характера на релефа си областта се дели на три части: равнинна, лесостепна – на север и североизток, районът на Приднестровието; средна предпланинска – района на Прикарпатието и югозападна планинска –Карпатите, която заема почти половината от цялата ѝ територия. На север и североизток лесостепната част е заета от равнините Ополя и Покутя, като повърхността им в западната част е хълмисто-ридова с височина до 300 – 400 m, а източната – равнинно-хълмиста с височина 200 – 300 m. В централната се простират хълмисто-ридови предпланини, имащи на места нископланински характер с височина до 400 – 600 m. На югозапад в областта са разположени планините на Източните Карпати, образуващи редица простиращи от северозапад на югоизток хребети, отделени един от друг от напречни и надлъжни долини и образуващи системите на Източните Бескиди (1363 m), Горганите (1818 m) и Покутските планини (1491 m). Освен тях има обособени отделни планински масиви Черногора (с връх Говерла 2061 m, 48°09′36″ с. ш. 24°30′01″ и. д. / 48.16° с. ш. 24.500278° и. д., на границата със Закарпатска област, най-високата точка на Украйна), Чивчин и Гринявски планини.
Климатът на областта е умерено континентален. В Приднестровието и Прикарпатието зимата е сравнително мека (средна януарска температура от -4 до -5,5 °C), а лятото топло (средна юлска 18 – 19 °C). Годишна сума на валежите 500 – 800 mm. Продължителността на вегетационния период (минимална денонощна температура 5 °C) е до 210 – 215 денонощия. В Карпатите климатът е по-суров и влажен и се изменя във височина. Средната януарска температура варира от -6 °C в ниските части до -9 °C във високите, количеството на валежите се увеличава от 800 до 1400 mm и повече, а вегетационният период се съкращава до 90 денонощия.
Територията на Ивано-Франкивска област попада в два водосборни басейна. Северната и централната част на областта попада във водосборния басейн на река Днестър (тече от северозапад на югоизток през северните и североизточните райони), заедно със своите притоци – Гнилая Липа, Ломница, Бистрица и др. Южната и югоизточната част е заета от водосборния басейн на река Прут (ляв приток на Дунав) с основния си приток Черемош. Пълноводието на реките е през пролетта, а през лятото често явление са внезапните прииждания в резултат на поройни дъждове. Водите им се използват основно за производство на електроенергия и битово водоснабдяване.
Почвената и растителната покривка се изменят във височина. В равнинните райони преобладават оподзолените сивите горски и оподзолените черноземни почви. В предпланинските райони са разпространени ливадно-подзолистите почви, а в планините – кафявите горски почви с различна степен на оподзоленост, ливадните и планинско-ливадните и торфените почви. В равнинните част преобладават дъбовите, дъбово-буковите и дъбово-гобъровите гори, а в предпланинските райони – буково-дъбовите и смесените буково-елови гори. В планините, ниските части на склоновете са заети от смесени гори (основно от бук, ела и смърч), а по-високите – от иглолистни, предимно смърчови гори. Високите части (1400 – 1600 m) са обрасли с високопланински, до 1850 – 1900 m – със субалпийски, а над 1900 m – с алпийски пасища. В горите обитават благороден елен, европейска кошута, дива свиня, лисица, вълк, бурсук, каменна и горска белка, дива котка, рис, кафява мечка, норка и др. Птичият свят е представен от дрозд, кълвач, сова, глухар, тетерев и др.

## Население
На 1 януари 2017 г. населението на Ивано-Франкивска област област е наброявало 1 406 129 души (3,03% от населението на Украйна). Гъстота 99,21 души/km². Градско население 43,42%. Етнически състав: украинци 97,5%, руснаци 2%, поляци 0,1%, беларуси0,1% и др.

## Административно-териториално деление
В административно-териториално отношение Ивано-Франкивска област се дели на 6 областни градски окръга, 14 административни района, 15 града, в т.ч. 6 града с областно подчинение и 9 града с районно подчинение и 24 селища от градски тип.
| Административна единица | Площ (km²) | Население (2017 г.) | Административен център | Население (2017 г.) | Разстояние до Ивано-Франкивск (в km) | Други градове и сгт с районно подчинение |
| ----------------------- | ---------- | ------------------- | ---------------------- | ------------------- | ------------------------------------ | ---------------------------------------- |
| Областен градски окръг  |            |                     |                        |                     |                                      |                                          |
| 1. Болехов              | 300        | 10 570              | гр. Болехов            | 10 570              | 74                                   |                                          |
| 2. Бурщин               | 33         | 15 114              | гр. Бурщин             | 15 114              | 40                                   |                                          |
| 3. Ивано-Франкивск      | 121        | 235 355             | гр. Ивано-Франкивск    | 235 355             | -                                    |                                          |
| 4. Калуш                | 65         | 66 404              | гр. Калуш              | 66 404              | 35                                   |                                          |
| 5. Коломия              | 35         | 60 852              | гр. Коломия            | 60 852              | 65                                   |                                          |
| 6. Яремче               | 114        | 22 121              | гр. Яремче             | 8137                | 58                                   | Ворохта                                  |
| Административен район   |            |                     |                        |                     |                                      |                                          |
| 1. Богородчански        | 799        | 69 923              | сгт Богородчани        | 8080                | 22                                   | Солотвин                                 |
| 2. Верховински          | 1254       | 30 623              | сгт Верховина          | 5847                | 119                                  |                                          |
| 3. Галички              | 723        | 43 552              | гр. Галич              | 6256                | 26                                   | Болшовци                                 |
| 4. Городенковски        | 747        | 53 042              | гр. Городенка          | 9225                | 75                                   | Чернелица                                |
| 5. Долински             | 1248       | 69 473              | гр. Долина             | 20 624              | 58                                   | Вигода                                   |
| 6. Калушки              | 647        | 59 019              | гр. Калуш              |                     | 35                                   | Войнилов                                 |
| 7. Коломийски           | 1026       | 98 928              | гр. Коломия            |                     | 65                                   | Гвоздец, Отиния, Печенежин               |
| 8. Косовски             | 903        | 88 102              | гр. Косов              | 8625                | 113                                  | Кути, Яблонов                            |
| 9. Надворнянски         | 1294       | 115 078             | гр. Надворная          | 22 306              | 37                                   | Битков, Делятин, Ланчин                  |
| 10. Рогатински          | 815        | 40 614              | гр. Рогатин            | 7868                | 61                                   | Букачовци                                |
| 11. Рожнятовски         | 1303       | 72 638              | сгт Рожнятов           | 3920                | 54                                   | Брошнев-Осада, Перегинское               |
| 12. Снятински           | 602        | 64 959              | гр. Снятин             | 9965                | 107                                  | Заболотов                                |
| 13. Тисменицки          | 736        | 82 957              | гр. Тисменица          | 9325                | 11                                   | Езупол, Лисец                            |
| 14. Тлумачки            | 684        | 47 516              | гр. Тлумач             | 8957                | 27                                   | Обертин                                  |